# エンリケ・イラーリオ
エンリケ・イラーリオ・メイレレス・サンパイオ（Henrique Hilário Meireles Sampaio, 1975年10月21日 - ）は、ポルトガル・ポルト県サン・ペドロ・ダ・コーヴァ出身の元サッカー選手。元ポルトガル代表。ポジションはGK。単にイラーリオ（Hilário）としても知られている。

## 経歴

### クラブ

#### ポルトガル
ポルト県のサン・ペドロ・ダ・コーヴァに生まれたイラーリオは、地元のFCポルトのユースで育つもトップチームに昇格することなく、3部のアソシアソン・ナヴァル・プリメイロ・デ・マイオと2部のアカデミカ・コインブラでプロキャリアを始めた。
1996-97シーズンにビトール・バイーアがFCバルセロナへ移籍したことに伴いポルトに復帰。同シーズンに18試合出場し、クラブのリーグ戦3連覇に貢献した。しかし、すぐに余剰戦力としてみなされ（また、バイーアが1999年1月にスペインから復帰している）、Bチームに落とされながら、さらにCFエストレラ・アマドーラ, ヴァルジムSC, アカデミカ・コインブラ, CDナシオナルへ在籍中に4度も期限付き移籍に出された。
2004年夏にCDナシオナルに完全移籍を果たし、加入1季目の2004-05シーズンは正GKとして29試合に出場するも、2季目にスイス代表のディエゴ・ベナリオが加入してきたことにより再び控えの役割にまわった。

#### チェルシー
2003-04シーズンにポルトで短期ながらも指導を受けたジョゼ・モウリーニョ監督率いるチェルシーFCと2006年1月に移籍。イラーリオは元々ペトル・チェフ、カルロ・クディチーニに次ぐ3番手として契約を締結した ものの、2006年10月14日のレディングFC戦でチェフとクディチーニの両名が怪我を負った ことにより、10月18日にUEFAチャンピオンズリーグ 2006-07のバルセロナ戦（ホーム1-0勝利）で公式戦初出場を飾り、見事無失点に抑え、大役を果たした。それから3日後のポーツマスFC戦（ホーム2-1勝利）でリーグ初出場をした。
加入1季目は公式戦で18試合8失点を記録。また、アウェイのシェフィールド・ユナイテッド戦でPKを止める活躍を見せた。2007年2月にチェフが復帰したことに伴い再び控えにまわり、フットボールリーグカップ決勝のアーセナルFC戦（2-1勝利）でベンチ入りをするも出番は訪れなかった。
2季目は、再びチェフとクディチーニに次ぐ3番手としてスタートを切ったが、イーウッド・パークでのブラックバーン・ローヴァーズFC戦中にチェフが股関節を痛めたことで途中出場 をし、ニューカッスル・ユナイテッドFC戦とフラムFC戦（共に2-1勝利）で先発起用された。2008年4月8日、UEFAチャンピオンズリーグ 2007-08のフェネルバフチェSKとの準決勝第2戦（ホーム2-0勝利, 2試合合計3-2）でクディチーニが怪我を負ったことで途中出場している。
同試合後にポルトガルの新聞は、イラーリオがポルトガル代表に招集される可能性があることを示唆した。
2009年1月26日にクディチーニがトッテナム・ホットスパーFCへ移籍したことでイラーリオは2番手に浮上し、リース・テイラーがトップチームに昇格した。その後、チェフが怪我をしたことでハル・シティAFC戦（ホーム0-0）で2008-09シーズン初出場を果たした。また、エヴァートンFCとのFAカップ決勝（2-1勝利）でベンチ入りするも出番はなかった。
9月26日のウィガン・アスレティックFC戦（アウェイ1-3敗北）でチェフがウーゴ・ロダジェガに対するタックルで一発退場したため、フローラン・マルダに代わり後半から出場するも2得点を許し（うちPK1本）敗戦。チェフの出場停止により、続く10月4日のリヴァプールFC戦（ホーム2-0勝利）で先発起用されると無失点に抑え、同試合の最優秀選手に選出された。2010年2月24日にUEFAチャンピオンズリーグ 2009-10ベスト16のFCインテルナツィオナーレ・ミラノとの第1戦（アウェイ1-2敗北）でチェフが怪我をしたことにより後半から出場し、残り30分を無失点に抑えた。最終的に2009-10シーズンのリーグ戦は優勝するものの、インテル戦から数日後の2月27日にマンチェスター・シティFC戦（ホーム2-4敗北）で先発起用されるとカルロス・テベスとクレイグ・ベラミーに4得点を許し、同シーズンのホーム試合で初めて土をつけられている。
2011年6月13日に35歳ながら契約を1年延長。2011-12シーズンは、同胞のアンドレ・ビラス・ボアス監督が就任したことに続いて、チェフがシーズン前に膝を怪我したことの影響からロス・ターンブルを抑え2試合に連続出場（ちなみに開幕戦はチェフが務めている）し、合計2失点するも各試合で勝利を収めた。
2012-13シーズン終了に伴い、他4名の選手と共に放出された。だが8月1日、チェルシーと1年間の再契約を結んだ。

### 代表
34歳ながらもイラーリオは、2009年11月8日にボスニアヘルツェゴビナとの2010 FIFAワールドカップ・ヨーロッパ予選プレーオフへ向けてエドゥアルドの控えとしてポルトガル代表に初招集された。ルイ・パトリシオ, ジョゼ・モレイラ, ダニエル・フェルナンデス, ベトとも同様の役割を試みた。同試合の出場機会は訪れなかったものの、2010年3月3日の中国との親善試合でエドゥアルドに代わり後半から初出場を飾った。最終的に2010 FIFAワールドカップのメンバー23名に選出されなかった。

## タイトル
クラブ
FCポルト
- スーペル・リーガ : 1996-97, 1997-98
- タッサ・デ・ポルトガル : 1997-98, 1999-00, 2000-01
- スーペルタッサ・カンディド・デ・オリベイラ : 1996

チェルシーFC
- プレミアリーグ : 2009-10
- FAカップ : 2006-07, 2008-09, 2009-10, 2011-12
- フットボールリーグカップ : 2006-07
- FAコミュニティ・シールド : 2009
- UEFAチャンピオンズリーグ : 2011-12
- UEFAヨーロッパリーグ : 2012-13